# Hors Contrôle
Hors Contrôle (significa "Fuera de control" en francés) es una banda de oi! originaria de Montceau-les-Mines (Francia), formada en el año 2000. Fue compuesta inicialmente por Regis (voz y guitarra) y Max (voz y bajo). En los últimos años, Thierry sustituyó a Max en el bajo y un baterista hizo su aparición. El trío francés sigue actuando y cada vez está más activo en el escenario. Entre sus canciones más populares se encuentran "Résiste"(Resiste), "Suicide"(El suicidio) o "Luttes d'hier et d'aujourd hui"(Las luchas de ayer y hoy). Es uno de los grupos más valorados entre el movimiento skinhead francés.
Discografía
- 2001: Hors Contrôle (Demo)(Fuera de control)
- 2002: Bière, musique et amitié (álbum) (La cerveza, la música y la amistad)
- 2003: Liberté surveillée (álbum) (Libertad Condicional)
- 2004: Ça joue ou bien ? (EP) (¿Se juega bien?)
- 2005: Pour tes frères (álbum) ( Por tus hermanos)
- 2002: Hors Contrôle, 2e Festival Antiraciste (Hors Contrôle, 2 º Festival Antirracista)
- 2008: Enfants du charbon (álbum)(Los niños de Carbón)
- 2010: Béni Maudit (Bendito Maldito)
- 2010: Jeunes Années (Años de Juventud)